# 程小蒙
程小蒙（1986年—），原名程小晋，女，重庆人，中国大陆女演員，畢業於四川師範大學播音與主持專業。代表作有《太子妃升职记》、《热血长安》、《东宫》、《鹤唳华亭》等。

## 生平
2007年，获得“环球小姐”选美比赛重庆赛区亚军、全国总决赛第四名。
2009年，东方卫视《加油！东方天使》成都赛区五强。

## 影視作品

### 電視劇
| 首播年份 | 剧名           | 角色     | 备注   |
| 2015年   | 太子妃升職記   | 陳良娣   | 網絡劇 |
| 2017年   | 熱血長安       | 譚雙葉   | 網絡劇 |
| 2019年   | 東宮           | 永寧公主 |        |
| 2019年   | 鶴唳華亭       | 張念之   |        |
| 2020年   | 重生           | 夏雨瞳   | 網絡劇 |
| 2020年   | 約定期間愛上你 | 蘇簡安   | 網絡劇 |
| 2021年   | 全世界都不如你 | 小蒙     | 網絡劇 |
| 2021年   | 燃烧吧！废柴   | 叶小夕   | 網絡劇 |
| 2022年   | 星河长明       | 七海怜   |        |
| 待播     | 泡芙小姐       | 瑪麗     | 網絡劇 |
| 待播     | 巴清传奇       |          |        |
| 待播     | 扫黑之拂晓行动 |          |        |

## 主持節目
| 年份   | 節目名稱 | 頻道                   | 备注 |
| 2012年 | 娛樂18點 | 四川電視台文化旅遊頻道 |      |